# Angelika von Fritsch
Angelika Freifrau von Fritsch (* 10. Juni 1953 in Eberswalde) ist eine deutsche Politikerin (FDP, zuvor LDPD). Von 1990 bis 1994 war sie Mitglied des Sächsischen Landtages.

## Leben und Beruf
Angelika von Fritsch besuchte die Erweiterte Oberschule in Eberswalde und legte dort ihr Abitur ab. Es folgte ein Mathematikstudium an der Bergakademie Freiberg, welches sie 1975 mit Diplom abschloss. Danach war sie ab 1975 EDV-Projektant in der Zentralstelle für rationelle Energieanwendung (ZRE). Im Jahr der Wiedervereinigung 1990 wurde sie im August dort als Personalleiterin tätig. Die Zentralstelle wurde umbenannt und hieß ab 1990 Gesellschaft für wirtschaftliche Energienutzung. Nach ihrem Landtagsmandat wurde sie Leiterin des Amtes für Umweltschutz in Leipzig.
Sie ist evangelisch, verheiratet und hat drei Kinder.

## Politik
Fritsch war in der DDR von 1985 bis 1989 für die LDPD Kreistagsabgeordnete. Sie wurde nach der Wiedervereinigung Mitglied der FDP und saß innerhalb ihrer Partei im Kreisvorstand und war Vorsitzende der Grundeinheit Rackwitz. Für ihre Partei war sie ab Mai 1990 Abgeordnete in der Gemeinde Rackwitz und im Kreis Delitzsch.
Sie wurde über die Landesliste der FDP Sachsen 1990 in den Sächsischen Landtag gewählt. Dort war sie für ihre Fraktion Mitglied im Umweltausschuss sowie im Ausschuss für Landwirtschaft, Ernährung und Forsten. Bei der Landtagswahl 1994 kandidierte sie auf Listenplatz 2 ihrer Partei, schied aber aufgrund des Scheiterns der FDP an der Fünf-Prozent-Hürde aus dem Landtag aus.

## Ehrenamt
Angelika von Fritsch ist Vorsitzende des Jagdverbandes Delitzsch e.V.